# Гульд, Джон
Джон Гульд, также Джон Гулд
(англ. John Gould; 14 сентября 1804, Лайм-Реджис — 3 февраля 1881, Лондон) — британский орнитолог и анималист.

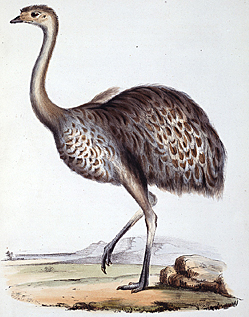
Дарвинов нанду (Pterocnemia pennata), нарисованный Джоном Гульдом. Доска 47 из The Zoology of the H.M.S. Beagle, том 3, часть 5

В начале 1837 года Джон Гульд обнаружил, что привезённые Чарльзом Дарвином из путешествия на «Бигле» галапагосские вьюрки образуют самостоятельную группу. С 1838 по 1840 год он сам предпринял 27-месячную зоологическую экспедицию в Австралию и собрал там вместе с Джоном Гилбертом (англ. John Gilbert; 1812—1845) ок. 800 птиц и ок. 70 млекопитающих. По возвращении написал много трудов о фауне Австралии, проиллюстрировав их многочисленными цветными литографиями.

## Биография
Рождённый в маленьком портовом городе, Джон Гульд в возрасте 14 лет переехал к своему дяде Уильяму Айтону в Виндзор, где тот заботился о королевских садах. Вскоре юноша заинтересовался естествознанием и, в частности, стал охотиться на птиц вдоль Темзы, а затем препарировать их. Таким образом он приобрёл репутацию хорошего таксидермиста. В возрасте примерно 21 года он поехал в Лондон и открыл там таксидермическую мастерскую.
В 1827 году Зоологическое общество Лондона приняло его куратором своего музея. В 1829 году он сочетался браком с Элизабет Коксен, учительницей и художницей, которая позже многие рисунки супруга литографировала для иллюстрирования его трудов. Николас Эйлуорд Вигорс посодействовал Гульду в 1830 году в публикации его первой самостоятельной работы — о птицах Гималаев. В 1832 году последовало первое собрание о птицах Европы.
4 января 1837 года Чарльз Дарвин подарил Зоологическому обществу собранных им 450 птиц, а также 80 млекопитающих. Гульд сразу начал с исследования новых птиц и обнаружил, что вьюрки, обитающие на Галапагосских островах, образуют новую группу. Уже через 6 дней он представил свои выводы об указанной группе, позже названной дарвиновыми вьюрками, Зоологическому обществу в Лондоне. Дарвин просил Гульда обработать также и остальных птиц для запланированного многотомного произведения «The Zoology of the Voyage of H.M.S». Гульд закончил рукопись. Его жена выполнила 50 литографий по его рисункам. Окончательное завершение текста оставалось за Джорджем Робертом Греем, так как Гульд с женой и семилетним сыном Генри, племянником Генри-Уильямом Коксеном (1823—1915) и Джоном Гилбертом погрузился на судно и отправился 16 мая 1838 года в Австралию.
Гульд решил издать книгу о птицах Австралии. Стимула ему прибавили шурины Штефен и Шарль Коксены, которые в начале 1830-х годов эмигрировали в Австралию и посылали ему оттуда в Англию различные экземпляры. На борту «Parsee» Гульды прибыли 19 сентября 1838 года в Хобарт. Там они познакомились с губернатором Тасмании Джоном Франклином, в доме которого осталась беременная Элизабет, в то время как её муж и Джон Гилберт отправились вглубь континента исследовать здешнюю орнитофауну. Гилберт обратился к Западной Австралии, в частности к области реки Суон. Гульд же остался в Южной Австралии и разведывал, часто в сопровождении Чарльза Стёрта, территорию вдоль реки Муррей и остров Кенгуру. Когда Гульд без Гилберта 9 апреля 1840 года возвращался из Сиднея домой, их совместное собрание насчитывало примерно 800 птиц и около 70 млекопитающих.
По прибытии в Англию 18 августа 1840 года Гульд сразу начал работу над «Птицами Австралии» (The Birds of Australia). В декабре того же года появилась первая часть обширного произведения (в дальнейшем количество частей достигло 36). После рождения шестого общего ребёнка Элизабет Гульд умерла через год после возвращения из Австралии. Джон Гульд наряду с работой над своим сборником репродукций об австралийских птицах, которая занимала его до 1848 года, издал монографии о кенгуру и о зубчатоклювых куропатках, а в 1845 году приступил к работе над трёхтомником об австралийских млекопитающих — «The Mammals of Australia». 19 января 1843 года Гульд был избран членом Королевского общества.
В 1881 году неутомимый натуралист умер, не успев завершить семитомник об азиатских птицах, манускрипт о колибри и работу о птицах Новой Гвинеи. После смерти Джона Гульда осталось внушительное наследие: 41 объёмистый том с примерно 3 000 репродукций.

## Произведения (выборочно)
- A Century of Birds, hitherto unfigured, from the Himalaya Mountains; London 1831—1832. In 20 Teilen mit insgesamt 80 Tafeln; online (sw)
- The Birds of Europe. 5 Bände, London 1832—1837. In 22 Teilen mit insgesamt 449 Tafeln
- A Monograph of the Ramphastidae, or Family of Toucans. 1 Band, London 1834. In 3 Teilen mit insgesamt 34 Tafeln
- A Monograph of the Trogonidae, or Family of Trogons. 1 Band, London 1835—1838. In 3 Teilen mit insgesamt 36 Tafeln
- A Synopsis of the Birds of Australia and the adjacent Islands. London 1837—1838. In 4 Teilen mit je 18 Tafeln
- Icones Avium, or Figures and Descriptions of new and interesting Species of Birds from various parts of the Globe. London 1837—1838. In 2 Teilen mit je 3 Tafeln
- The Birds of Australia. 7 Bände, London 1840—1848. In 36 Teilen mit insgesamt 681 Tafeln; online
- The Zoology of the Voyage of H.M.S. Beagle. Birds. London 1841
- A Monograph of the Macropodidae, or Family of Kangaroos. London 1841—1842. In 2 Teilen
- The Zoology of the Voyage of H.M.S. Sulphur: Under the Command of Captain Sir Edward Belcher During the Years 1836-42. Birds. London 1843—1844. (Teile 3 und 4)
- Monograph of the Odontophorinae, or Partridges of America. London 1844—1850, In 3 Teilen mit insgesamt 32 Tafeln
- The Mammals of Australia. 3 Bände, London 1845—1863. In 12 Teilen; online (недоступная ссылка) (sw)
- An introduction to the Birds of Australia. London 1848; online
- The Birds of Asia. 7 Bände, London 1850—1883. In 35 Teilen; Teile online (недоступная ссылка) (sw)
- An introduction to the Trochilidae, or family of humming-birds. London 1861; online
- Handbook to the Birds of Australia. 2 Bände, London 1865; online: Band 1, Band 2
- A Monograph of the Trochilida, or Family of Hummingbirds Supplement. London 1880—1887. In 5 Teilen (Teile 3 bis 5 durch Richard Bowlder Sharpe (1847—1909))
- The Birds of New Guinea and the Adjacent Papuan Islands. London 1875—1888; vollendet von Richard Bowlder Sharpe; Teile online (недоступная ссылка) (sw)